# Vallestàvia
Vallestàvia (['baʎəs'taβi], estàndard ['baʎəs'taβiə], oficialment en francès Baillestavy) és una comuna de la Catalunya del Nord situada a la comarca del Conflent. Per aquest terme hi passa el riu anomenat la Lentillà, afluent per la dreta de la Tet.

## Etimologia
Tot i que algunes interpretacions proposen que Vallestàvia procedeix del topònim llatí Vallis Stavia, que vol dir "vall on es troben les pastures d'estiu per al bestiar", Coromines va més enllà i explica que hi ha dubtes entre un origen en stavia, com el proposat al començament, o stabia (establiments), coincidint amb una ciutat del Golf de Nàpols destruïda, com Pompeia, en una erupció del Vesuvi. D'altra banda, descarta del tot l'origen en un vallis tabĭda (vall podrida).

## Geografia

### Localització i característiques generals del terme

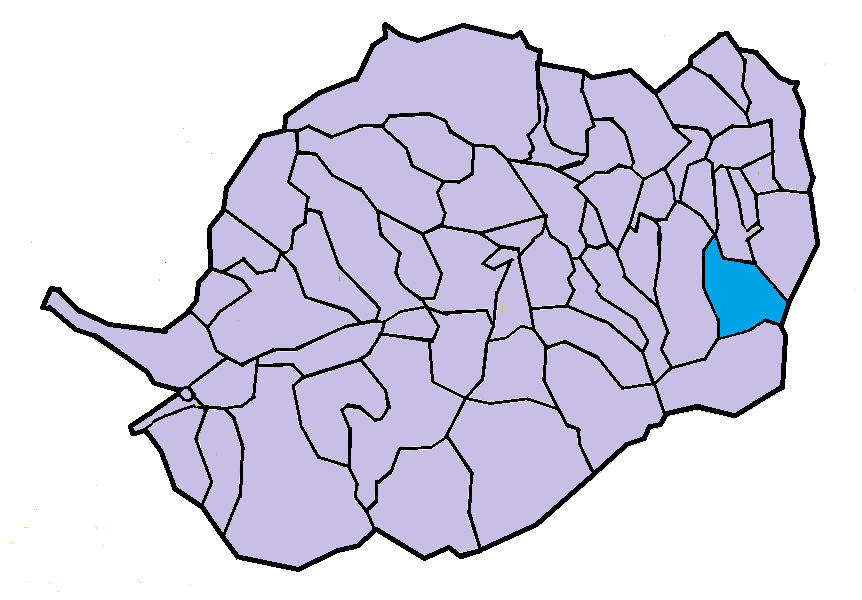
Situació de la comuna de Vallestàvia en el Conflent

El terme comunal de Vallestàvia, de 178.900 hectàrees d'extensió, és situat a la dreta de la Tet, lluny d'aquest riu, a l'extrem oriental de la comarca del Conflent, a prop del límit amb les del Rosselló i del Vallespir. Pertany a la subcomarca del Baix Conflent. El terme s'estén en els contraforts nord-orientals del Massís del Canigó.
La comuna de Vallestàvia inclou la capçalera de la Lentillà i la part alta del curs d'aquest torrent pirinenc. El punt més baix del terme és a la llera de la Lentillà en la seva sortida del terme, al nord, on assoleix els 442,5 m alt, mentre que els punts més elevats són les muntanyes que davallen del Massís del Canigó, al sud del terme, com el Puig dels Becís, de 1.731 m alt, la Collada del Teixó, el Roc de Jocavell, el Coll de la Gallina i el Puig dels Moros al costat de ponent i la Creu d'en Toron, el Coll de Montportell i el Serrat del Ginebre, que arriba als 1.197.
Termes municipals limítrofs:
| Espirà de Conflent | Finestret | Glorianes  |
| Estoer             |           | La Bastida |
|                    | Vallmanya |            |

### La Torre

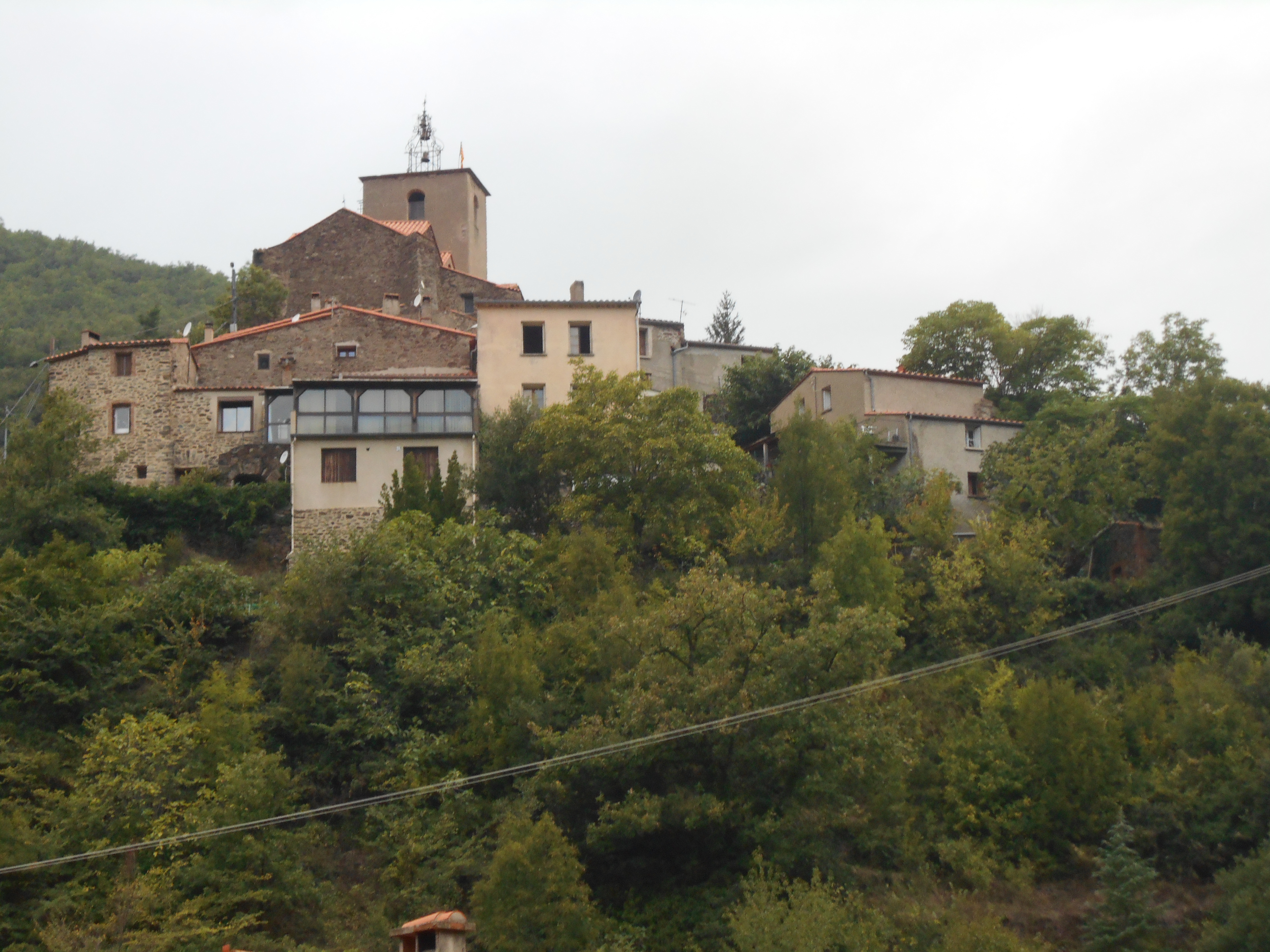
La Torre, des de la Farga

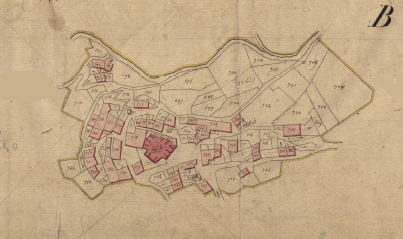
Vallestàvia en el Cadastre napoleònic del 1812 (Arxius Departamentals dels Pirineus Orientals)

El nucli vell de Vallestàvia, que rep el nom de la Torre, per la torre mestra de l'antic castell, esdevinguda campanar de l'església, es troba arraïmat en un turó al voltant del Castell de Vallestàvia i de l'església parroquial actual de Sant Andreu, que aprofita bona part de les estructures del vell castell, entre ells la torre, esdevinguda campanar, que dona nom al veïnat.
Està situat a la zona central del terme comunal, en un lloc on la vall de la Lentillà s'eixampla una mica. El poble és enlairat a l'esquerra, oest, de la llera del riu, una mica per damunt seu. A prop, una mica a llevant, a l'altre costat del riu i a poca alçada respecte de la llera de la Lentillà, hi ha el veïnat de la Farga.

### La Farga

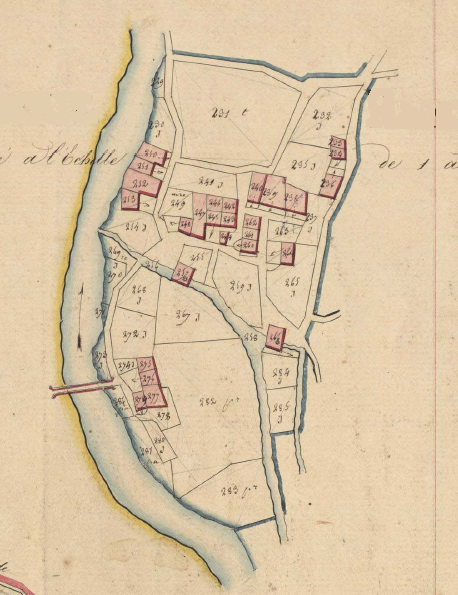
La Farga en el Cadastre napoleònic del 1812 (Arxius Departamentals dels Pirineus Orientals)

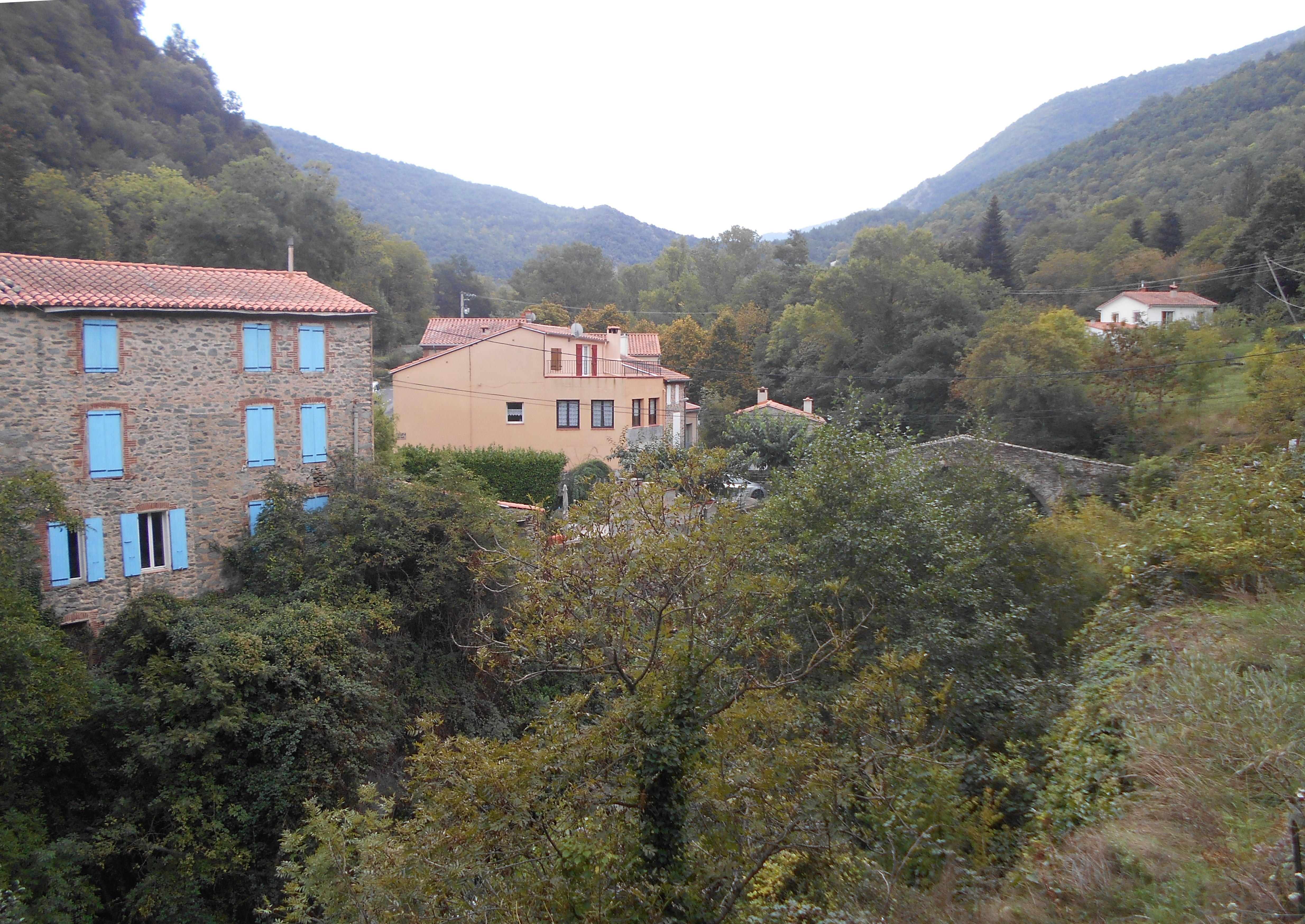
La Farga

El veïnat de la Farga és a la dreta de la Lentillà, davant i a llevant del veïnat de la Torre. Actualment exerceix de nucli principal del poble. És a ran i molt poc per damunt de la llera d'aquest riu. Uneix els dos sectors del poble un pont romànic de traça esvelta, atès que la Lentillà passa a una certa profunditat, en aquest lloc.
Deu el seu nom a l'antiga farga existent en aquest lloc, temps enrere, que aprofitava el metall de ferro produït als meners de la Coma.

### L'església vella

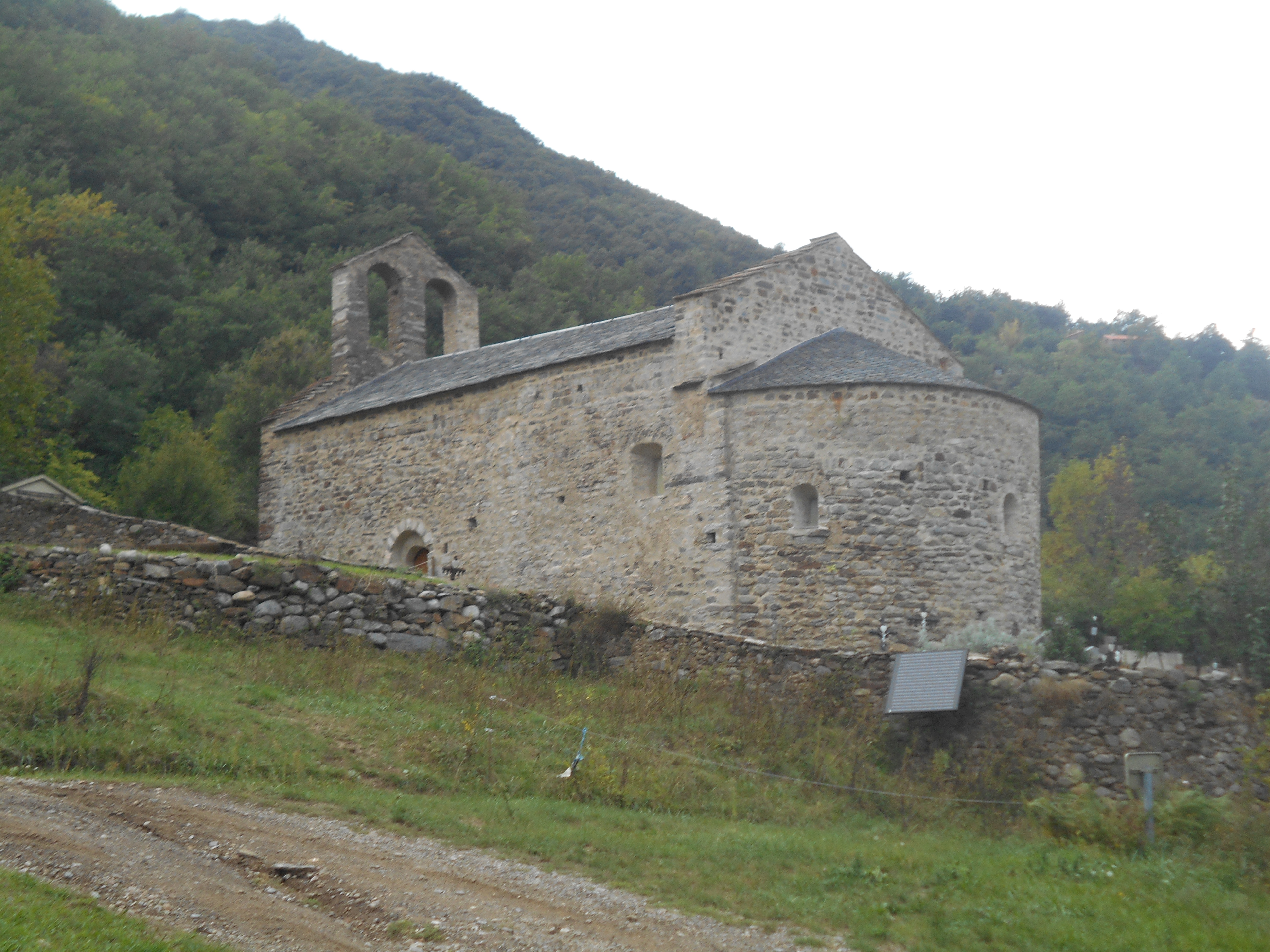
L'església romànica de Sant Andreu, al cementiri

A 365 metres en línia recta al nord-nord-oest del poble i de l'església parroquial actual hi ha l'antiga església parroquial de Sant Andreu de Vallestàvia, romànica, amb el cementiri en el seu entorn. És a prop a l'esquerra de la Lentillà.
Sota el paviment de l'església es van trobar habitacles altmedievals, tal vegada una primitiva església, que romanen visibles a la capçalera de l'església. També es conserva a l'interior del temple, en aquest cas al costat occidental, un antic martinet sencer, procedent de la farga del Llec, situada a la vall del Llec, dins del veí terme d'Estoer, a ponent de Vallestàvia (les valls del Llec i de la Lentillà, són en aquesta alçada paral·leles, tot i que conflueixen més al nord, al límit dels termes d'Espirà de Conflent i de Finestret).

### La Coma
L'antic veïnat de la Coma, actualment pràcticament quasi reduït a un sol mas que té aquest nom, és al sector occidental del terme, al nord-oest del poble de Vallestàvia. En el segle xix acollí unes mines de ferro, que es troben a prop al sud-est de la Coma i al nord-oest de Vallestàvia, a prop del camí que uneix aquests dos llocs.

### Els masos del terme
El terme de Vallestàvia, antigament amb un hàbitat dispers important, és actualment bastant despoblat, però conserva alguns dels seus masos i edificacions rurals. Cal Bolet, abans Mas de l'Arnau, Cal Rei, abans Mas d'en Morer, Can Borrassà, Can Carbonell de Baix, abans Mas Bonastre o Mas del Riberal, Can Carbonell de Dalt, Can Comes, Can Fanfaina, Can Guerra, Can, o Mas d'en, Just, Can Pascaló, Can Toseire, o Mas de la Fam, la Coma, la Comassa (tots dos, masos), un cortal sense nom, el Cortal Costa-seca, el Cortal de l'Ardalló, el Cortal del Bernadí, el Cortal del Bolet (antic mas), el Cortal de les Cabres, o d'en Bonet, el Cortal del Gascó (nom ja en desús), el Cortal del Mas d'en Pau, abans Cortal Nou, el Cortal de l'Orri, el Cortal del Pe, el Cortal del Solà, abans d'en Just, el Cortal del Xuri, el Cortal d'en Closca, o de Maçanet, abans d'en Baus, el Cortal d'en Carbonell, el Cortal d'en Cremadells (nom ja en desús), el Cortal d'en Guerra, el Cortal d'en Mestres, el Cortal de Rastilles, els Forns del Mener de Rebolledes, Mas de Dalt, Mas d'en Closca, o d'en Guerra, abans d'en Trabí, Mas d'en Cugat, Mas d'en Pau, o Can Pau, Mas d'en Teix, Mas de Rebolledes, o Noell, Mas Miquelet, Mas Racola, el Molí d'Amunt, el Quilló, en ruïnes, la Teuleria d'en Pallarès i la Teuleria d'en Trinxet, els dos darrers noms antics.
Esment a part mereix l'església vella de Sant Andreu de Vallestàvia i l'Alberg de Muntanya existent prop del poble de Vallestàvia, útil per a les rutes en el Massís del Canigó.

### Hidrònims

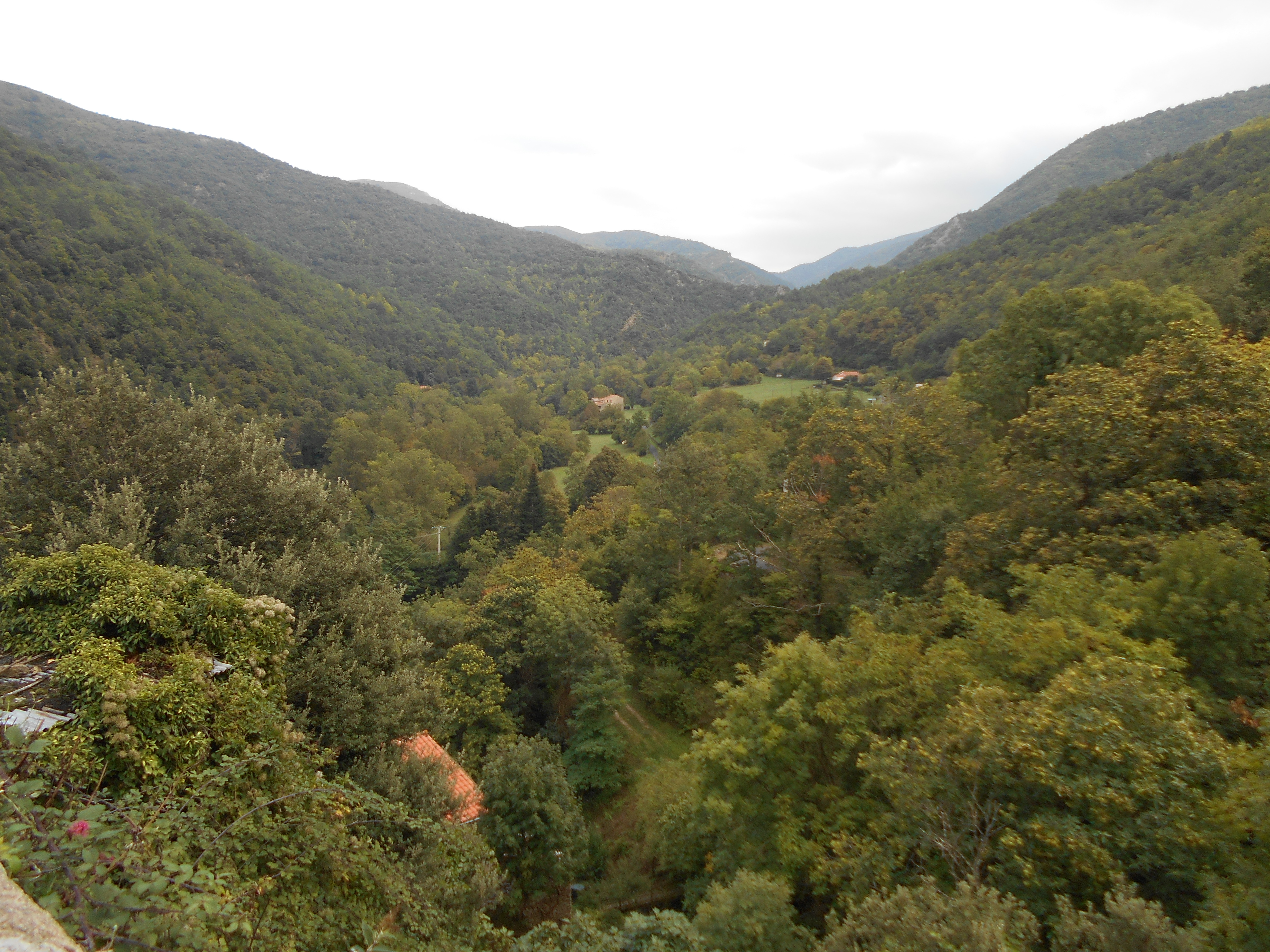
La vall de la Lentillà al sud de Vallestàvia

La Lentillà és el curs d'aigua que vertebra tot el terme de Vallestàvia. La resta existent és el conjunt de torrents que hi aflueixen procedents de les muntanyes i serres que n'emmarquen la vall. La Lentillà entra en el terme de Vallestàvia procedent del de Vallmanya després de fer de termenal en un breu tram en el Pas de Riu Roig; justament en aquest punt rep l'afluència per la dreta dels còrrecs de Pixerot, amb el de Roca Tinda, i de Capellet. Poc després, passat el Bosc dels Menera, rep, altre cop per la dreta, el Còrrec de Rebolledes, que també hi aporta els còrrecs de la Capella, de la Font de la Solana, del Garrollar i del Dragó. Tot seguit, ara per l'esquerra, s'hi ajunta el Còrrec de Can Comes, amb el dels Morts, i poc després, pel mateix costat, el de Marinella. Després d'un fort meandre, hi arriba per la dreta el Còrrec de Micoca i tot seguit el d'en Just, que abans ha recollir els de la Serra de l'Ordi i del Quinqué. Després, per l'esquerra, hi aflueix el Còrrec de Font Fresca, amb els de l'Avetosa, de la Roqueta i del Camp de Nalt. Tot seguit, per la dreta, el de la Vinyassa, poc abans d'arribar als peus del poble de Vallestàvia i del veïnat de la Farga, lloc on arriba per l'esquerra el Còrrec d'en Carbonell. Ja al nord-oest del poble, hi aflueix per la dreta el Còrrec de la Teuleria, el dels Hortassos i el de la Sardana (part inferior de l'anterior), amb el del Bosc i el de la Font del Vern. Després, per l'esquerra el dels Castanyers i per la dreta el de les Planes, amb els del Mas de Dalt i d'en Meler. Ja al nord del terme, més enllà de la Comassa, arriba per la dreta el Còrrec del Bac, amb el de l'Eimeric, i per l'esquerra, el de la Coma, de llarg recorregut, que ha recollit els còrrecs del Millars, del Bac (un altre del mateix nom anterior), de la Martina, o de l'Ull, de la Font Nova i del Roquetàs. A la zona del Mas Racola recull per la dreta el Còrrec de l'Alzinar, per l'esquerra el dels Cirers, el del Malpàs per la dreta (còrrec que fa de termenal amb Finestret un bon tram). Ja en el sector del terme on només pertany a Vallestàvia el costat esquerre del riu (el dret, a Finestret), aflueixen en la Lentillà per l'esquerra els còrrecs del Xuri, amb el del Pelat, del Bac (el tercer amb aquest nom), el del Pe, el torrent anomenat la Coma Gran, amb el còrrec del Pe de Baix, i, finalment, el Còrrec de la Guilla.
A Vallestàvia hi ha el Rec de Can Guerra, que rega la petita zona hortívola del costat nord-oest del poble.
Algunes fonts destaquen en el terme de Vallestàvia: una font captada, la Font del Mas de Dalt, la del Mas d'en Cugat, la del Mas d'en Tosseire, la Font Nova i la Font Rovillosa.

### Orografia
Hi ha molts topònims en el terme de Vallestàvia que indiquen formes de relleu. Entre elles, hi ha obagues: el Bac de Baix, el de Fanfainat, el de Font Nova, el de les Planes, el dels Castanyers, el d'en Feliu, el d'en Just, el d'en Pere Flor i el de Rebolledes; boscs: l'Alzinar, o Comunal de l'Alzinar, l'Aveteda, o les Vetedes, l'Avetosa, o Bosc del Comunal, o Comunal de l'Avetosa, el Bosc dels Meners, o dels Meners de Rebolledes; collades: Collada de la Tronca, Collada dels Cabrits, Collada dels Cirerers, Collada del Teixó, Collada d'en Jaume, Coll de la Gallina, Coll de Montportell, Collet dels Becís; comes: la Coma i la Comassa; costes: la Costa i la Costa d'en Meler; muntanyes: Puig de Lliberi, Puig dels Becís, Puig dels Moros, la Rocassa, Roc de Cardeniu, Roc de Jocavell, Roc de l'Aguaitador, el Roquetàs i la Tronca; serres: la Serra, Serra de la Roqueta, Serra del Prat Mitjà, Serra de Pixerot, Serrat del Garrollar, Serrat del Ginebre, Serrat de l'Orri, Serrat d'en Feliu i Serrat Roig; solanes: la Solana (tres de diferents), Solà de la Coma Gran, Solà de les Vetedes, Solà d'en Bodiera, Solà d'en Jaques i Solà de Rebolledes.

### El terme comunal
Els indrets específics i partides del terme de Vallestàvia són l'Avetosa, o les Vetedes, la Bosiga, el Camp de l'Ardalló, el Camp de les Planes, el Camp de l'Home Mort, el Camp de Nalt, els Camps de la Creu, els Camps de la Serra, els Camps dels Pomers, el Cap del Pont, el Cortal Bernadí, el Cortal del Pe, el Cortal del Solà, el Cortal del Xuri, el Faig d'en Joan, el Garrollar, els Hortassos, la Jaça de la Tronca, la Jaça del Cortal Guerra, Maçanet, el Mas Bolet, abans de l'Arnau, el Mas Borrassà, el Mas Carbonell de Baix, abans Bonastre, el Mas Carbonell de Dalt, el Mas de Dalt, el Mas d'en Cugat, abans d'en Pallers, el Mas d'en Pascaló, el Mas d'en Pau, el Mas d'en Teix, el Mas d'en Tosseire, el Mas Fanfaina, el Mas Miquelet, el Mas Racola, el Mas Rei, el Mas Trabí, o Can Closca, els Meners de la Coma, els Meners de Rebolledes, el Micocar, la Mina de Capellet, o de Pixerot, la Mina del Mas d'en Morer, o de Cal Rei, la Mina de Penya Blanca, el Molí, la Morera, el Morriador, el Pelat de la Coma, el Pas del Riu Roig, el Passerell, el Pont de Ferro, o de la Bastida, el Prat Mitjà, Rec dels Molins de la Farga, Rec d'en Guerra, Roc Roig, la Roqueta,. Alguns topònims pertanyen a senyals termenals: Roc de Cardenius, Roc de la Collada del Teixó, Roc de la Collada dels Perros, Roc de l'Agla, Roc del Cistellet, Roc Roig, la Roqueta, el Torre Milà i la Tronca.

## Transports i comunicacions

### Carreteres
Una sola carretera travessa el terme de Vallestàvia: la D - 13 (D - 2, a Trevillac - D - 618, a Prunet i Bellpuig, que travessa el terme de nord a sud i permet enllaçar Vallestàvia d'una banda amb Finestret, Vinçà, Tarerac i la Fenolleda, i de l'altra amb Vallmanya, del Conflent i la Bastida i Prunet i Bellpuig, dels Aspres rossellonesos.

### Transport públic col·lectiu
Vallestàvia no té cap servei de transport públic habitual. Com altres pobles petits, disposa del TAD (Transport a la demanda).

### Els camins del terme
Creuen el terme de Vallestàvia diversos camins. Entre els interns de la comuna hi ha el Camí de la Coma, el de la Comassa, el de la Farga del Llec, el de l'Avetosa (variant local del GR-36), el del Mas Bolet, el del Mas d'en Teix, o de Fanfaina, el del Mas Miquelet, el del Pou i el de Xurri. La major part de camins, però, enllacen Vallestàvia amb els pobles i termes veïns: Camí de Clarà, o del Coll de la Gallina, Camí de Jóc a la Bastida, Camí de la Bastida (dos de diferents), Camí de la Farga del Llec des de Vallmanya, Camí de Maçanet, o Camí d'Estoer, al nord del poble (traçat del GR-36), Camí de Saïllà, o de Jóc, o de Vinçà al Mas Miquelet, Camí d'Estoer, Camí de Vallmanya, Camí de Vallmanya a la Bastida, Camí de Vinçà, Ruta de Vinçà i Ruta de Vallmanya (totes dues són la carretera D - 13).

## Activitats econòmiques
Antigament, el poble havia viscut en bona part de l'explotació de les seves mines de ferro, però varen ser abandonades. Una altra font de riquesa era el bosc, que cobreix bona part del terme comunal, mentre que l'agricultura estricta mai no ha tingut gaire importància, atesa l'orografia del terme.
Les activitats actuals són preferentment la piscicultura (truites de riu), la cria de bestiar oví (quasi 500 exemplars), boví (una quinzena de caps) i cabrum (un centenar), així com les activitats turístiques a l'entorn del senderisme pel Massís del Canigó. Hi ha una vintena d'hectàrees conreades, en deu explotacions, i hi destaquen els arbres fruiters (pomeres i pereres), la vinya, i sobretot les pastures i camps de farratge.

## Història

### Edat Antiga
Tot i que no existeix gaire documentació, algunes de les mostres de mineria conservades i exposades a l'església vella de Sant Andreu de Vallestàvia es remunten a època romana, per la qual cosa es dedueix que els romans ja explotaren aquestes mines de ferro. Les excavacions dutes a terme en el subsòl de l'església mostren restes de baixos forns, així com d'hàbitats de vers 200 anys abans de la nostra era.

### Edat mitjana
L'any 949, el poble i la vall de Vallestàvia (valle Stavia) fou donat en alou a l'abadia de Sant Miquel de Cuixà pel comte Sunifred II de Cerdanya, donació que confirmà el papa Agapit II al cap d'un any. La senyoria depenia del cambrer del monestir, i es mantingué sense alteracions fins a la fi de l'Antic Règim.
Fou a l'edat mitjana que el poble, cercant més protecció natural i humana, es traslladà del primitiu emplaçament, en els entorns de l'església de Sant Andreu i del cementiri de la població, al replà aturonat on es trobava el castell. Durant els segles XVI, XVII i XVIII les restes del castell foren reconvertides en església, amb més d'una refacció o reconstrucció, i la torre de l'homenatge del castell passà a ser el campanar de l'església.

### Edat Moderna
Al llarg de l'edat moderna les mines de Vallestàvia foren explotades pels monjos de Cuixà, que havien conservat el domini del lloc de Vallestàvia. Al segle xvii es coneix l'activitat d'almenys dues fargues.

### Edat Contemporània
La mineria, als meners de la Coma, i la forja foren els motors d'un poble que al llarg del segle xix va assolir el seu apogeu: 380 habitants el 1831. Al llarg del segle xix, la població roman bastant estable, per començar a viure una davallada al segle xx, a causa de la minva de l'activitat minera. El punt de màxima inflexió a la baixa es donà amb el tancament de les mines de la Coma, el 1969: entre 1968 i 1999 a penes se supera la quantitat de 50 habitants, tot i un lleuger increment els darrers anys d'aquest període.
Les dues darreres dècades del segle xx i les dues primers del XXI, Vallestàvia ha sofert un creixement de la seva població fins a situar-se a l'entorn dels 100 habitants. El turisme, l'increment de residències per a nous habitants, inclosa la restauració d'algunes cases, la instal·lació en el poble d'alguns artesans i fins i tot el treball a distància mercès a les noves tecnologies ho ha fet possible, alhora que ha permès l'increment de vida associativa, amb la subsegüent creixença de les activitats culturals i lúdiques.

## Demografia

### Demografia antiga
La població està expressada en nombre de focs (f) o d'habitants (h)
| 20 f | 21 f | 7 f | 60 f | 24 f | 321 h | 62 f | 77 f |

### Demografia contemporània
| Evolució de la població |      |      |      |      |      |      |      |      |
| 1793                    | 1800 | 1806 | 1821 | 1831 | 1836 | 1841 | 1846 | 1851 |
| 304                     | 330  | 347  | 354  | 380  | 337  | 346  | 367  | 295  |

| 1856 | 1861 | 1866 | 1872 | 1876 | 1881 | 1886 | 1891 | 1896 |
| ---- | ---- | ---- | ---- | ---- | ---- | ---- | ---- | ---- |
| 355  | 343  | 317  | 340  | 307  | 303  | 322  | 329  | 309  |

| 1901 | 1906 | 1911 | 1921 | 1926 | 1931 | 1936 | 1946 | 1954 |
| ---- | ---- | ---- | ---- | ---- | ---- | ---- | ---- | ---- |
| 287  | 277  | 294  | 201  | 206  | 157  | 137  | 122  | 84   |

| 1962 | 1968 | 1975 | 1982 | 1990 | 1999 | 2008 | 2013 | 2014 |
| ---- | ---- | ---- | ---- | ---- | ---- | ---- | ---- | ---- |
| 75   | 54   | 55   | 50   | 53   | 58   | 94   | 109  | 110  |

Fonts: Ldh/EHESS/Cassini fins al 1999, després INSEE a partir deL 2004

### Evolució de la població

Població 1962-2008

## Administració i política

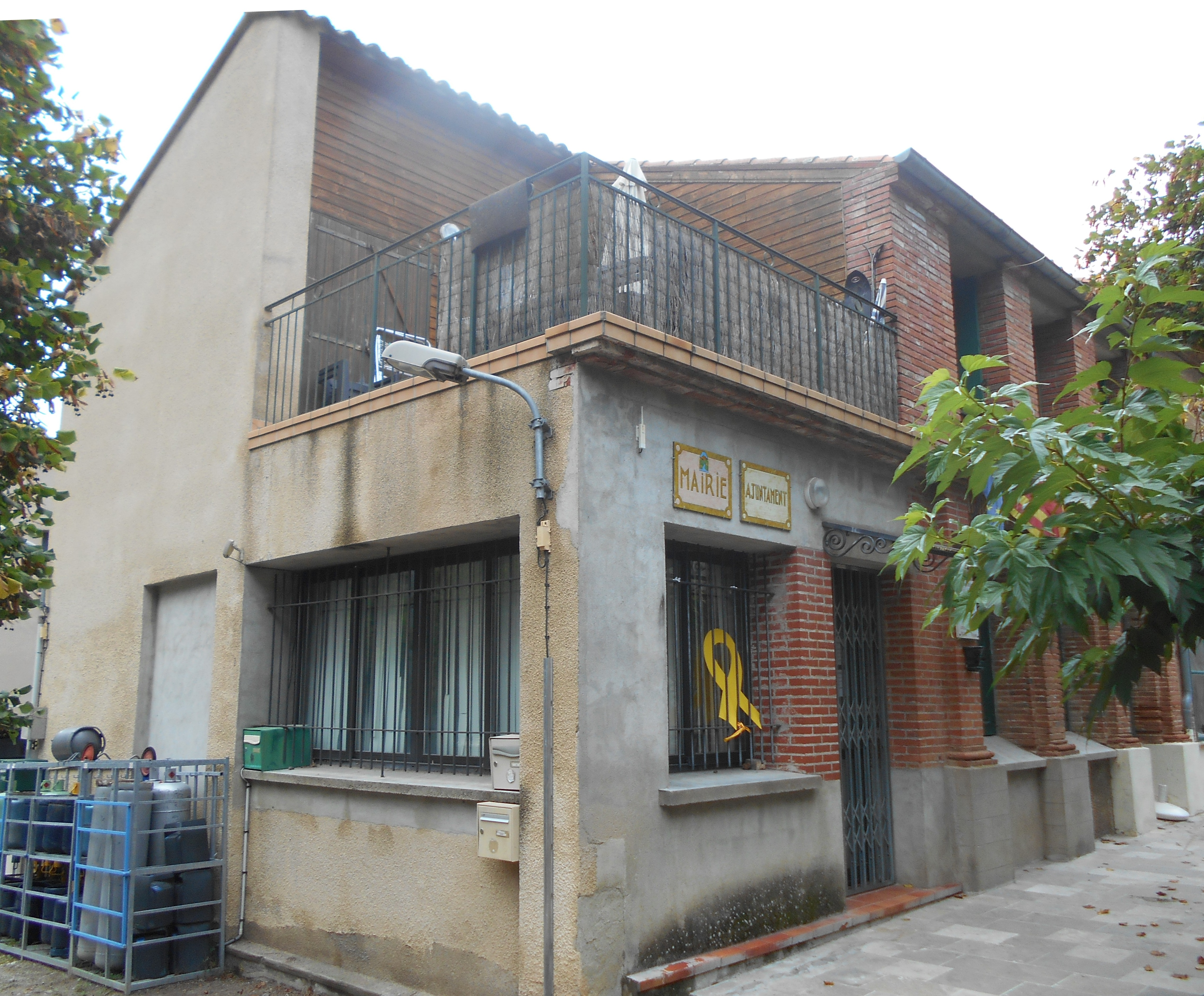
Casa del comú de Vallestàvia

### Batlles
| Alcalde           | Període           |
| ----------------- | ----------------- |
| Joseph Carboneill | 1815 - ??         |
|                   |                   |
| Jean Guerre       | 193? - 1959       |
| Remy Maler        | 1959 - 1971       |
| Alain Taurinyà    | 1971 - 1989       |
| Claude Maynéris   | 1989 - 2001       |
| Jacques Taurinyà  | 2001 - 2020       |
| Eric Mahieux      | 2020 - actualitat |

### Legislatura 2014 - 2020

#### Batlle
- Jaume Taurinyà.

#### Adjunts al batlle[12]
- 1r: Annie Langlade
- 2n: Marc Mejean.

#### Consellers municipals
- Jean-Claude Coulet
- Jean-Pierre Garcia
- Eric Mahieux
- Jean-Philippe Minchin
- Joëlle Scheepmaker
- Pauline Van Marle.

### Adscripció cantonal

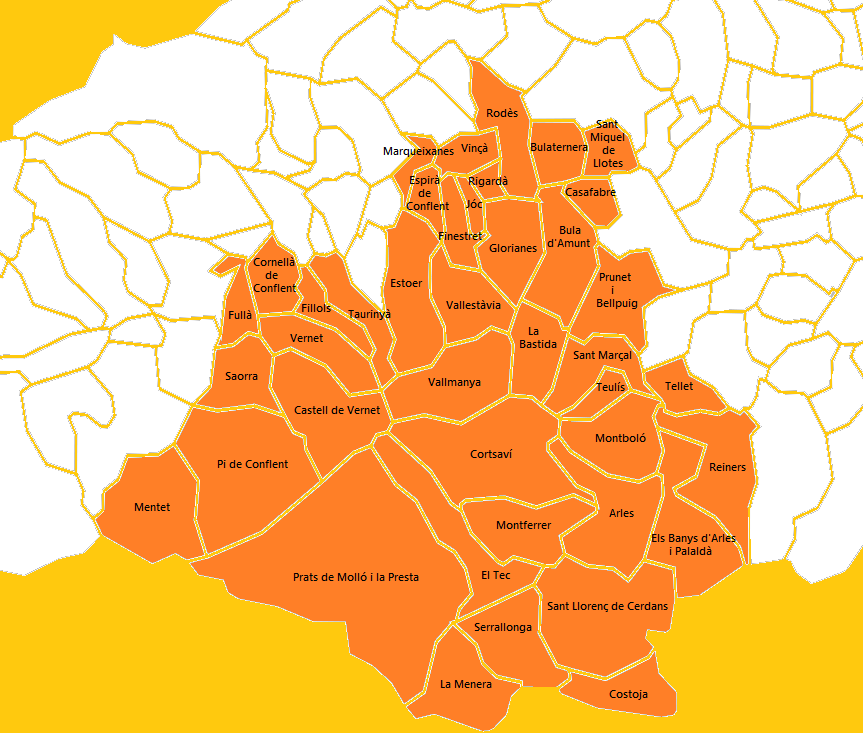
Mapa del Cantó del Canigó

A les eleccions cantonals del 2015 Vallestàvia ha estat inclòs en el cantó número 2, denominat El Canigó, amb capitalitat al poble dels Banys d'Arles, de la comuna dels Banys i Palaldà. Està format per les viles d'Arles, Prats de Molló i la Presta, Sant Llorenç de Cerdans, del Vallespir, i Vinçà, del Rosselló, i els pobles del Conflent de Castell de Vernet, Cornellà de Conflent, Espirà de Conflent, Estoer, Fillols, Finestret, Fullà, Glorianes, Jóc, Marqueixanes, Mentet, Pi de Conflent, Rigardà, Rodès, Saorra, Taurinyà, Vallestàvia, Vallmanya i Vernet, els del Rosselló de la Bastida, Bula d'Amunt, Bulaternera, Casafabre, Prunet i Bellpuig, Sant Marçal, Sant Miquel de Llotes, Tellet i Teulís, i els del Vallespir dels Banys i Palaldà, Cortsaví, Costoja, la Menera, Montboló, Montferrer, Reiners, Serrallonga i el Tec forma part del cantó número 2, del Canigó (nova agrupació de comunes fruit de la reestructuració cantonal feta amb motiu de les eleccions cantonals i departamentals del 2015). Són conselleres per aquest cantó Ségolène Neuville i Alexandre Reynal, tots dos del Partit Socialista francès.

### Serveis comunals mancomunats
Vallestàvia forma part de la Comunitat de comunes de Conflent - Canigó, amb capitalitat a Prada, juntament amb Prada, Arboçols, Campome, Campossí, Canavelles, Castell de Vernet, Catllà, Clarà i Villerac, Codalet, Conat, Cornellà de Conflent, Escaró, Espirà de Conflent, Estoer, Eus, Finestret, Fillols, Fontpedrosa, Fullà, Jóc, Jújols, Marqueixanes, els Masos, Mentet, Molig, Mosset, Noedes, Nyer, Oleta i Èvol, Orbanyà, Orellà, Pi de Conflent, Rià i Cirac, Rigardà, Saorra, Serdinyà, Soanyes, Sornià, Tarerac, Taurinyà, Toès i Entrevalls, Trevillac, Vallmanya, Vernet, Vilafranca de Conflent i Vinçà.

## Ensenyament i Cultura
Vallestàvia no té actualment cap centre d'ensenyament, atesa la poca població de la comuna. Els centres d'ensenyament maternal i primari més propers són els públics de Marqueixanes, els Masos, Prada, Taurinyà o Vinçà. Pel que fa a secundària, els col·legis d'Arles, Ceret, Illa, Prada i Tuïr, i els liceus de Ceret, Prada o Vilallonga dels Monts per al batxillerat.
El poble té tres associacions culturals molt actives: Els Amics de Vallestàvia, que, entre altres activitats, celebren un cop l'any la Festa de l'Ase, la Memòria de Sant Andreu, creada a finals del 2003 amb els objectius de rehabilitar l'església romànica de Sant Andreu, promoure les excavacions arqueològiques en el poble i terme, i animar activitats de recuperació de la memòria històrica local, i, finalment, l'Associació Salamandra, que promou diverses activitats, amb especial èmfasi en la lluita pel medi ambient.

## Llocs d'interès

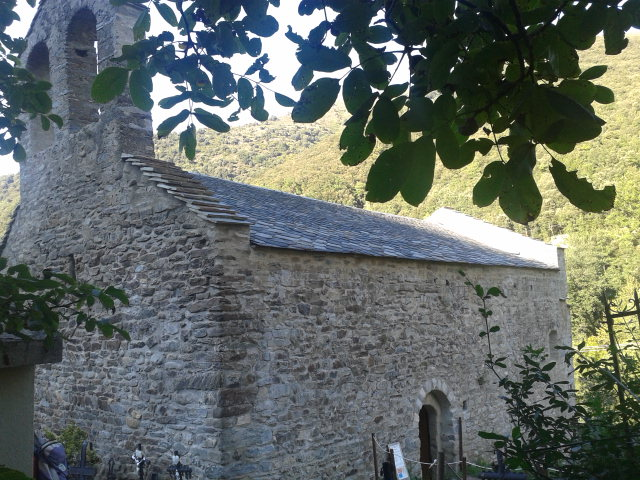
Antiga església romànica de Sant Andreu

Es conserva a Vallestàvia una torre de l'antic castell, datada del segle xiii, que ha esdevingut el campanar de l'església. Hi ha també un pont medieval.
L'església parroquial actual del poble és dedicada a Sant Andreu, la mateixa advocació de l'antiga església, ara al cementiri. Fou construïda a finals del segle xvii; s'hi conserva una marededéu del segle xiii, escultures del xviii, una imatge de la Mare de Déu en la cadireta del XVII, així com un retaule pintat de finals del XVII atribuït a Lluís Generes, un retaule de Crist també d'aquell mateix segle, un retaule de Sant Roc i la Mare de Déu, del segle xix.
Al cementiri del poble hi ha l'antiga església parroquial, d'estil romànic, acabada de restaurar el 2015.
A la rodalia de la població hi ha les restes de l'antic llogaret i les mines de la Coma.

## Personatges lligats a la comuna
- Joan Miquel Mestre de Vallestàvia (segle XVII), l'hereu Just de Vallestàvia, militar català, que participà en la Revolta dels Angelets de la Terra.
- Alà Taurinyà (1914-2004), poeta, mestre i alcalde de Vallestàvia durant dues dècades.